# ألكسيس جدعون
ألكسيس جدعون (بالإنجليزية: Alexis Gideon)‏ هو ملحن ومخرج أمريكي، ولد في 24 ديسمبر 1980.